# Port lotniczy Sewilla-San Pablo
Port lotniczy Sewilla-San Pablo (hiszp.: Aeropuerto de Sevilla-San Pablo, kod IATA: SVQ, kod ICAO: LEZL) – lotnisko znajdujące się w Sewilli w Hiszpanii położone 10 kilometrów na północny wschód od centrum miasta. Terminal został zaprojektowany przez Rafaela Moneo i zbudowany w 1992 r. z okazji światowej wystawy EXPO odbywającej się w Sewilli. Terminal lotniska posiada 50 stanowisk do odprawy tzw. (check-in). Do dyspozycji pasażerów pozostają znajdujące się tu kawiarnie, sklepy, bankomaty, bank. Istnieje możliwość skorzystania z Internetu i centrum biznesowego oraz poczekalni dla VIP-ów. Dostępne są także udogodnienia dla osób niepełnosprawnych i dla matek z dziećmi. W hali głównej terminala znajduje się także punkt informacji turystycznej.
Lotnisko w Sewilli obsługuje zarówno ruch krajowy jak i loty międzynarodowe, choć z roku na rok jego znaczenie międzynarodowe wzrasta. Port lotniczy jest hubem linii Ryanair oraz Vueling.

## Transport
Lotnisko położone jest przy autostradzie A-4, która jest trasą wylotową z Sewilli do Madrytu oraz południową obwodnicą miasta. Przy terminalu znajduje się również postój taxi. Pomiędzy lotniskiem a centrum Sewilli (dworzec Santa Justa i Puerta de Jerez) kursują co pół godziny autobusy. Czas przejazdu do centrum wynosi ok. 30 min. Na lotnisku na parterze terminala znajdują się także stanowiska wypożyczalni samochodów.

## Linie lotnicze i połączenia
Lotnisko obsługuje między innymi następujące linie lotnicze: Air Europa, Brussels Airlines, easyJet, Iberia, Ryanair, TAP Portugal, transavia.com oraz Vueling Airlines.
| Linia Lotnicza               | Kierunek |
| ---------------------------- | --- |
| Aegean Airlines              | Sezonowo: 1. Ateny |
| Air Europa                   | Sezonowo: 1. Palma de Mallorca 2. Teneryfa-Północ |
| Air France                   | 1. Paryż-Charles de Gaulle |
| Austrian Airlines            | Sezonowo: 1. Wiedeń (od 14 października 2023) |
| British Airways              | 1. Londyn-Gatwick |
| EasyJet                      | 1. Genewa 2. Londyn-Gatwick |
| Edelweiss Air                | 1. Zurych |
| Iberia                       | 1. Almería 2. Madryt 3. Melilla 4. Walencja Sezonowo: 1. Castellón 2. Lanzarote |
| Lufthansa                    | 1. Frankfurt 2. Monachium |
| Royal Air Maroc Express      | Sezonowo: 1. Casablanca |
| Ryanair                      | 1. Alicante 2. Barcelona 3. Bari 4. Paryż-Beauvais 5. Mediolan-Bergamo 6. Birmingham (od 30 października 2023) 7. Bolonia 8. Bordeaux 9. Cagliari 10. Katania 11. Cork 12. Bruksela-Charleroi 13. Kolonia/Bonn 14. Dublin 15. Edynburg 16. Eindhoven 17. Fuerteventura 18. Frankfurt-Hahn 19. Gran Canaria 20. Ibiza 21. Karlsruhe/Baden-Baden 22. Kraków 23. Lanzarote 24. Lizbona 25. Londyn-Luton 26. Londyn-Stansted 27. Malta 28. Manchester 29. Marrakesz 30. Marsylia 31. Mediolan-Malpensa 32. Nantes 33. Neapol 34. Norymberga 35. Palma de Mallorca 36. Piza 37. Porto 38. Praga 39. Rabat 40. Rzym-Ciampino 41. Santander 42. Santiago de Compostela 43. Tanger 44. Teneryfa-Północ 45. Teneryfa-Południe 46. Tuluza 47. Treviso 48. Turyn 49. Walencja 50. Wiedeń 51. Vitoria 52. Weeze Sezonowo: 1. Billund 2. Budapeszt 3. Luksemburg 4. Menorka 5. Tetuan 6. Trapani |
| Scandinavian Airlines System | Sezonowo: 1. Sztokholm-Arlanda (od 24 lutego 2024) |
| TAP Portugal                 | 1. Lizbona |
| Transavia.com                | 1. Amsterdam 2. Eindhoven 3. Montpellier 4. Nantes 5. Paryż-Orly Sezonowo: 1. Bruksela 2. Lyon |
| Volotea                      | 1. Asturia 2. Bilbao 3. San Sebastián 4. Santander |
| Vueling Airlines             | 1. Asturia 2. Barcelona 3. Bilbao 4. Fuerteventura 5. Gran Canaria 6. Ibiza 7. Lanzarote 8. Palma de Mallorca 9. Paryż-Charles de Gaulle 10. Rzym-Fiumicino 11. Santiago de Compostela 12. Teneryfa-Północ 13. Walencja Sezonowo: 1. Bruksela 2. Londyn-Gatwick 3. Menorka |
| Wizz Air                     | 1. Bukareszt 2. Rzym-Fiumicino 3. Warszawa-Okęcie |